# Liste der Monuments historiques in Notre-Dame-de-l’Observance
Die Liste der Monuments historiques in Notre-Dame-de-l’Observance führt die als Monument historique klassifizierten Objekte in der Pfarrkirche Notre-Dame-de-l’Observance in der französischen Stadt Carpentras auf.

## Liste der Objekte
| Bezeichnung                                             | Beschreibung | Standort                            | Kennzeichnung | Schutzstatus | Datum | Bild |
| ------------------------------------------------------- | --- | ----------------------------------- | ------------- | ------------ | ----- | ---- |
| Schnitzgruppe Madonna, St. Bruno und St. Maurice        | 17. Jh., wird Jacques Bernus zugeschrieben | Südliches Querschiff                | PM84000338    | Classé       | 1908  |      |
| Große Madonnenstatue                                    | 18. Jh. | Altar der letzten südlichen Kapelle | PM84000339    | Classé       | 1908  |      |
| Statue Glorie                                           | 17. Jh., Wolkengebilde mit Engelsköpfen im Flach- und Hochrelief, oben der Ewige Vater, in der Mitte die Taube des Heiligen Geistes, unten auf jeder Seite ein Engel | 1. Kapelle auf der Epistelseite     | PM84000340    | Classé       | 1923  |      |
| Zwölf Gemälde mit Szenen aus dem Leben der hl. Jungfrau | 17. Jh. | Querschiff und Chor                 | PM84000341    | Classé       | 1923  |      |